# Kelsang Gyatso (dalai-lama)
Kelzang Gyatso (1708 – 1757), também pronunciado Kelsang Gyatso e Kezang Gyatso, foi o VII Dalai Lama do Tibet. 
Nasceu em Litang, no Tibete Oriental, na província de Sichuan (atual Prefeitura autônoma tibetana de Garzê), e foi reconhecido como uma nova encarnação graças a um poema do VI Dalai Lama, no qual era dito: "Depois de ir para Litang eu não tardarei em retornar."
Devido à turbulenta situação política, o novo Dalai Lama não pôde ser levado a Lhasa imediatamente, e foi levado ao Mosteiro de Kumbum, onde foi ordenado por Ngawang Lobsang Tenpai Gyaltsen.